# 21ns Premis AVN
La cerimònia dels 21ns Premis AVN, presentada per Adult Video News (AVN), va tenir lloc el 10 de gener de 2004 al Venetian Hotel Grand Ballroom, a Paradise (Nevada). Durant la cerimònia, AVN va lliurar els Premis AVN en 94 categories en honor a les millors pel·lícules pornogràfiques estrenadas entre l'1 d'octubre de 2002 i el 30 de setembre de 2003. La cerimònia, televisada als Estats Units per Playboy TV, va ser produïda i dirigida per Gary Miller. El còmic Jim Norton va presentar l'espectacle per primera vegada amb l'estrella de cinema per adults Jenna Jameson, copresentadora per tercer cop.
Heart of Darkness va guanyar cinc premis, inclosos el de millor director—pel·lícula per Paul Thomas i la millor pel·lícula, però, Space Nuts es va emportar la majoria de premis, amb sis. Altres múltiples guanyadors van ser Rawhide, amb cinc premis; Beautiful i Hard Edge amb quatre victòries cadascuna i Fetish: The Dream Scape i Looking In amb tres cadascuna.

## Guanyadors i nominats
Els nominats per als 21è premis AVN es van anunciar l'1 de desembre de 2003. Rawhide va rebre més nominacions amb 15, seguit de Heart. of Darkness amb 14, Space Nuts i Compulsion cadascun amb 13 i Beautiful amb 12.
Els guanyadors es van anunciar durant la cerimònia de lliurament de premis el 10 de gener de 2004. Space Nuts, una gravació en vídeo amb sis victòries, es va convertir en una de les rares pel·lícules que no va guanyar una categoria de millor pel·lícula; que foren guanyats per Heart of Darkness (Millor pel·lícula), Rawhide i Beautiful empatant en millor llargmetratge de vídeo i The Fashionistas com a millor DVD. L'empat de Rawhide i Beautiful a la millor pel·lícula de vídeo va ser el primer per a aquesta categoria. El procediment de votació d'AVN en cas d'empat és "Els votants del personal a temps complet d'AVN que no van votar cap dels vídeos durant la votació original han de revotar". Però fins i tot després d'aquest pas encara existia l'empat, per la qual cosa l'alta direcció d'AVN va decidir deixar que el resultat es mantingués.

### Premis majors

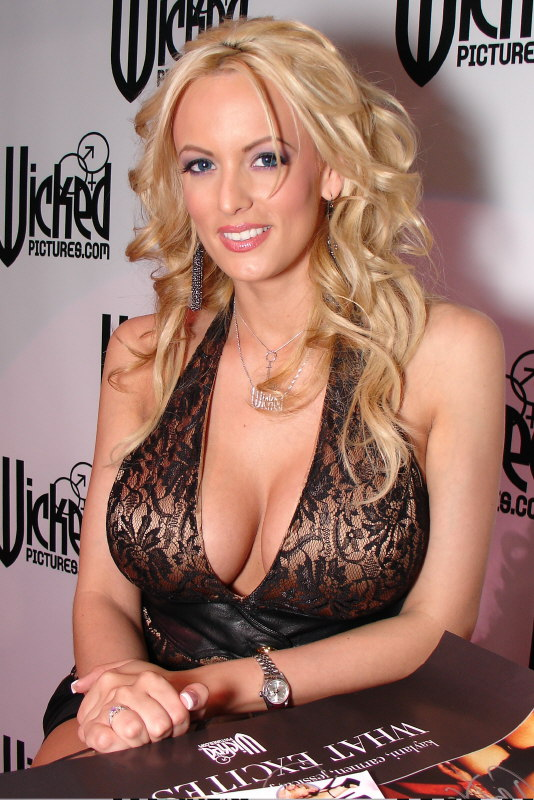
Stormy, millor nova estrella

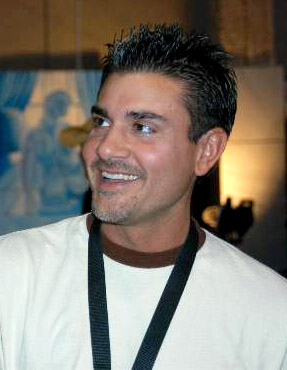
Michael Stefano, millor artista masculí

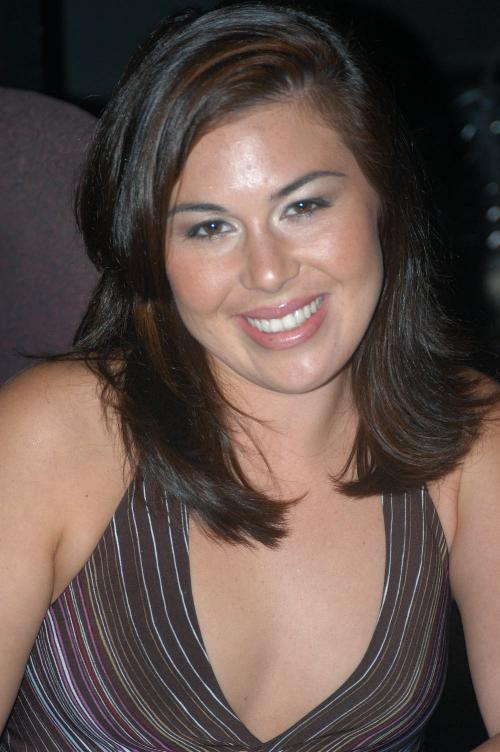
Ashley Blue,millor artista femenina

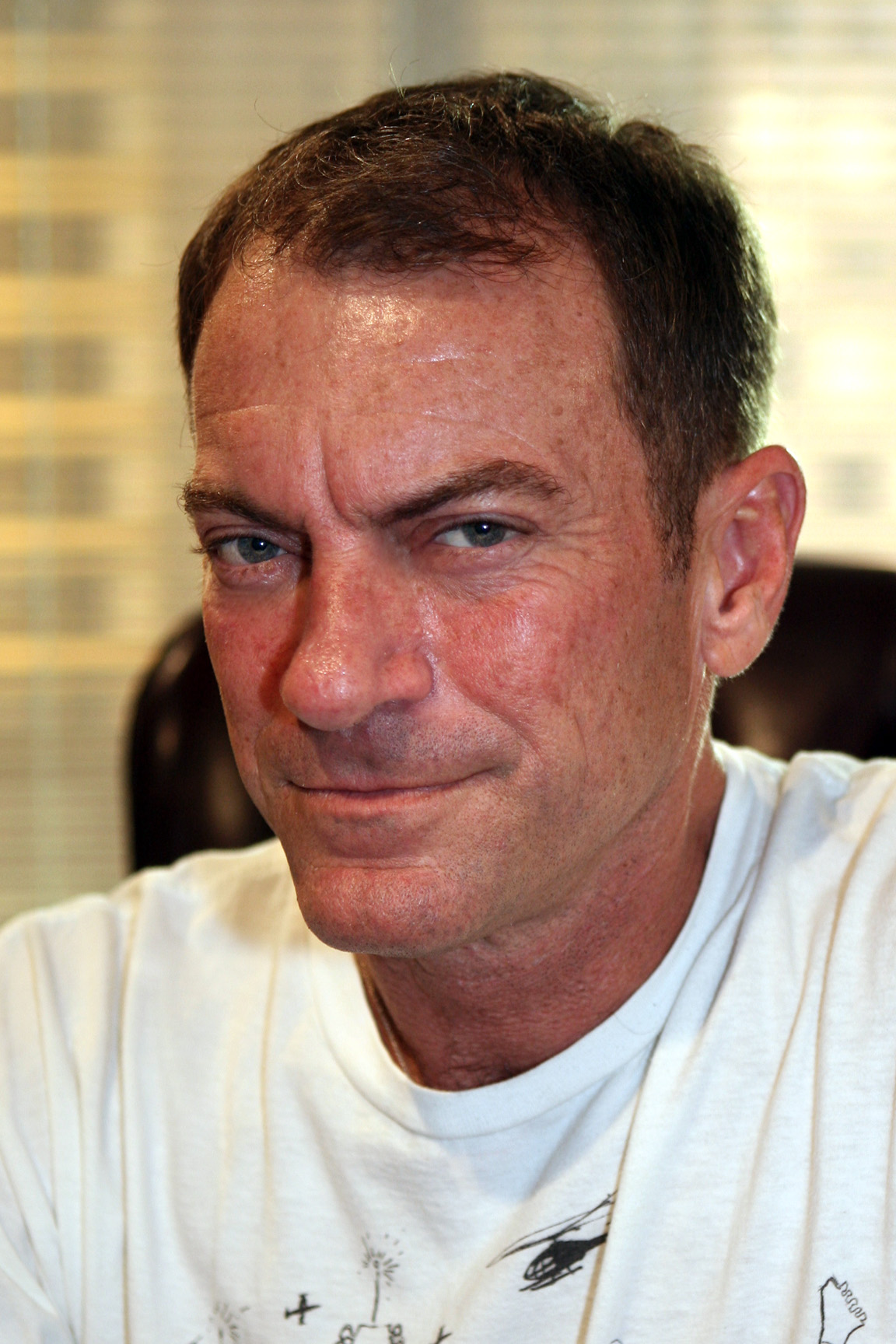
Randy Spears, millor actor de pel·lícula

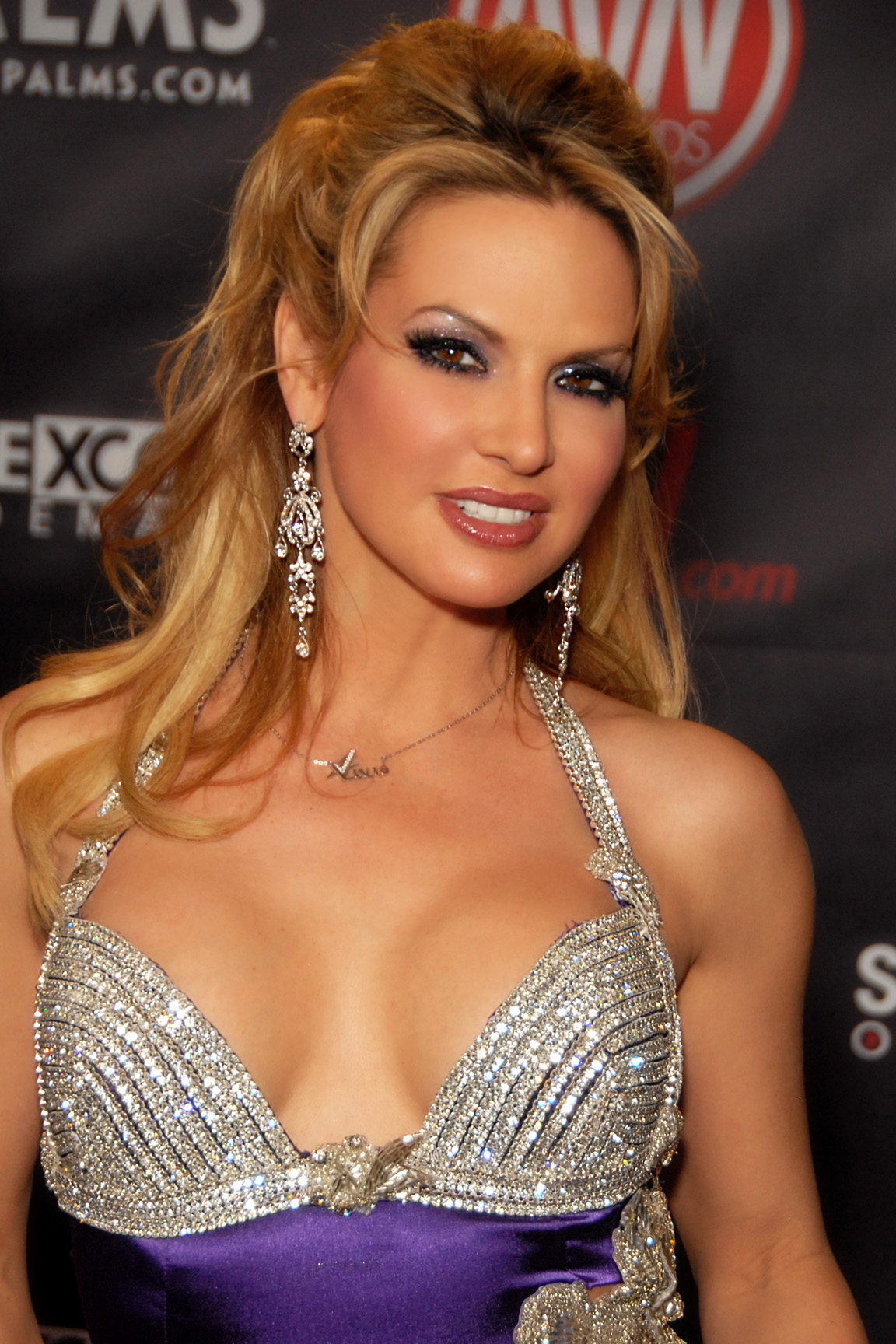
Savanna Samson, millor actriu de pel·lícula

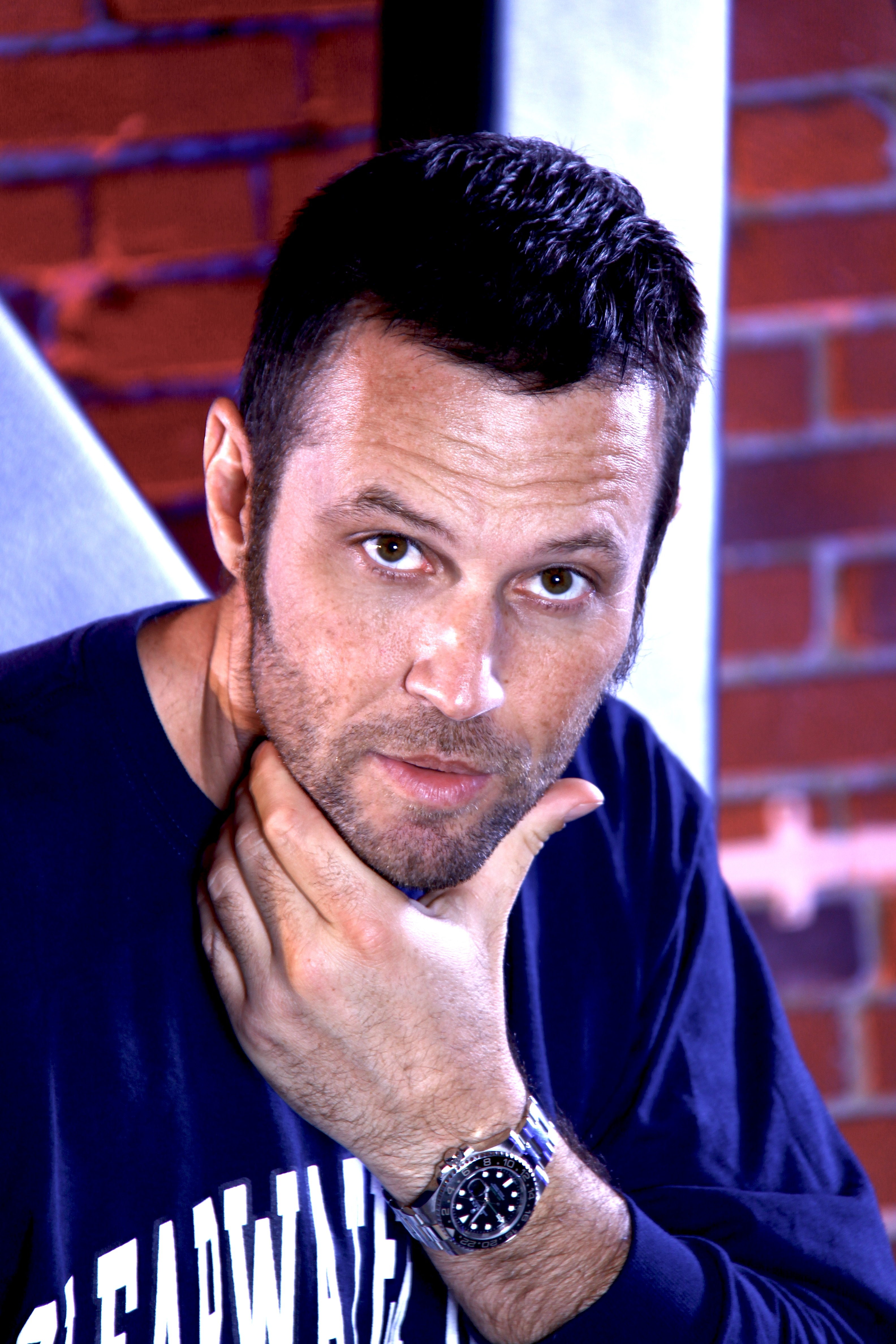
Axel Braun, millor guió de pel·lícula

Els guanyadors s'enumeren en primer lloc, es destaquen en negreta i s'indiquen amb una doble daga ().
| Millor pel·lícula | Millor vídeo |
| --- | --- |
| - Heart of Darkness - Compulsion - Heaven's Revenge - Looking In - Snakeskin - Sordid | - Beautiful - Rawhide (tie) - Acid Dreams - Barbara Broadcast Too! - Improper Conduct - Little Runaway - Magic Sex - New Wave Hookers 7 - No Limits - Not a Romance - Perverted Stories The Movie - Phoenix Rising 2 - Riptide - Stud Hunters - Tricks - Young Sluts Inc. 12 |
| Millor DVD | Millor nova estrella |
| - The Fashionistas - America XXX - Asia Noir 2 - Barbara Broadcast Too! - Hercules - I Dream of Jenna - Magic Sex - No Limits - Paradise Lost - Perfect - Rawhide - Rush - Space Nuts - Sunset Stripped | - Stormy - Ashley Blue - Mary Carey - Cindy Crawford - Daisy - Alaura Eden - Jesse Jane - Kaylani Lei - Mercedez - Ander Page - Lauren Phoenix - Crystal Ray - Rachel Rotten - Simone - Bella-Marie Wolf |
| Premi a l’artista masculí de l'any | Premi a l’artista femenina de l'any |
| - Michael Stefano - Jay Ashley - T. T. Boy - Erik Everhard - Brandon Iron - Julian - Nick Manning - Mr. Pete - Randy Spears - Steven St. Croix - Lexington Steele - Evan Stone - Mark Wood | - Ashley Blue - Sunrise Adams - Belladonna - Jessica Darlin - Olivia Del Rio - Jewel De'Nyle - Bridgette Kerkove - Devinn Lane - Ashley Long - Carmen Luvana - Gina Lynn - Monique - Taylor Rain - Savanna Samson - Aurora Snow |
| Millor actor—Pel·lícula | Millor actriu—Pel·lícula |
| - Randy Spears, Heart of Darkness - Dale DaBone, Sordid - Joel Lawrence, Mirror Image - Kurt Lockwood, Compulsion - Rafe, Snakeskin - Steven St. Croix, Heaven - Tony Tedeschi, So I Married a Porn Star | - Savanna Samson, Looking In - Cassidey, Sordid - Dasha, Heaven's Revenge - Maya Divine, Virtual Love - Ashley Long, Compulsion |
| Millor actor—Vídeo | Millor actriu—Vídeo |
| - Evan Stone, Space Nuts - Brad Armstrong, Not a Romance - Barrett Blade, No Limits - Tyce Bune, The Arrangement - Dillon Day, Phoenix Rising 2 - Eric Masterson, Perfection - Herschel Savage, Roommate From Hell - Dick Smothers, Jr., Bad Influence - Randy Spears, The Assignment - Steven St. Croix, Improper Conduct | - Julia Ann, Beautiful - Ashley Blue, Girlvert 4 - Chloe, Barbara Broadcast Too! - Chloe Dior, Riptide - Devinn Lane, Improper Conduct - Kaylani Lei, Angel X - Carmen Luvana, Rawhide - Ginger Lynn, Sunset Stripped - AnnMarie, Babes Illustrated 13 - Savanna Samson, Good Time Girl - Alexandra Silk, Stud Hunters - Sydnee Steele, Lost & Found - Stormy, Not A Romance - Sunset Thomas, Truck Stop Trixie |
| Millor actor secundari—Pel·lícula | Millor actriu secundària—Pel·lícula |
| - Steven St. Croix, Looking In - Mr. Bigg, Compulsion - Dillon Day, Perfect - Steve Hatcher, Mirror Image - Eric Masterson, Virtual Love - Eric Price, Sordid | - Dru Berrymore, Heart of Darkness - Sunrise Adams, Heart of Darkness - Julie Meadows, Mirror Image - Ava Vincent, Heart of Darkness |
| Millor director—Pel·lícula | Millor director—Vídeo |
| - Paul Thomas, Heart of Darkness - Andrew Blake, Hard Edge - Axel Braun, Compulsion - Michael Raven, Heaven - Ruger Tyler, Snakeskin | - Michael Raven, Beautiful - Nic Andrews, No Limits - Brad Armstrong, Improper Conduct - Nic Cramer, Phoenix Rising 2 - Veronica Hart, Barbara Broadcast Too! - Chi Chi La Rue, Woman Under Glass - Cash Markman, Perfection - Jonathan Morgan, Space Nuts - Michael Ninn, Acid Dreams - Antonio Passolini, New Wave Hookers 7 - Jim Powers, Rob Rotten, Little Runaway - Candida Royalle, Stud Hunters - Kat Slater, Young Sluts, Inc. 12 - Nicholas Steele, Rawhide - Thomas Zupko, Opera |
| Millor comèdia sexual | Millor estrena gonzo |
| - Space Nuts - Beat the Devil - Carmen Goes to College 2 - Don't Tell Mommy - Girlvert 4 - Gonza - It’s Cumming - La Femme Nikita Denise 2 - Lost Heinie - Lube Job - Mary Carey Rules 2 - Sex For Sale | - Flesh Hunter 5 - Ass Cleavage - Crack Her Jack - Double Parked - Hot Bods and Tail Pipe 28 - International Tushy - Jack's Playground 2 - Just Over Eighteen 5 - Multiple P.O.V. - No Cum Dodging Allowed - Runaway Butts 6 - Shane's World 32: Campus Invasion - Terrible Teens - The Voyeur 24 - World Sex Tour 27 |
| Millor vídeo de temàtica ètnica—Negre | Títol més venut de l’any |
| - Hustlaz: Diary of a Pimp - 6 Black Sticks 1 White Trick - Anal Divas in Latex - Black Reign 2 - Booty Central 2 - Chasing the Big Ones! 16 - Francesca Lé Has a Negro Problem - Interracial Love Stories - Little White Chicks, Big Black Monster Dicks 17 - Monique's Sexoholics - My Baby Got Back 30 - Once You Go Black... You Never Go Back! - Orgy World: Brown & Round 2 - Pussyman’s Black Bad Girls 14 - Women of Color 4 | - Hustlaz: Diary of a Pimp |
| - Hustlaz: Diary of a Pimp - 6 Black Sticks 1 White Trick - Anal Divas in Latex - Black Reign 2 - Booty Central 2 - Chasing the Big Ones! 16 - Francesca Lé Has a Negro Problem - Interracial Love Stories - Little White Chicks, Big Black Monster Dicks 17 - Monique's Sexoholics - My Baby Got Back 30 - Once You Go Black... You Never Go Back! - Orgy World: Brown & Round 2 - Pussyman’s Black Bad Girls 14 - Women of Color 4 | Títol més llogat de l’any |
| - Hustlaz: Diary of a Pimp - 6 Black Sticks 1 White Trick - Anal Divas in Latex - Black Reign 2 - Booty Central 2 - Chasing the Big Ones! 16 - Francesca Lé Has a Negro Problem - Interracial Love Stories - Little White Chicks, Big Black Monster Dicks 17 - Monique's Sexoholics - My Baby Got Back 30 - Once You Go Black... You Never Go Back! - Orgy World: Brown & Round 2 - Pussyman’s Black Bad Girls 14 - Women of Color 4 | - The Fashionistas |
| Millor escena sexual de parella—Pel·lícula | Millor escena de sexe oral—Pel·lícula |
| - Ashley Long, Kurt Lockwood, Compulsion - Faith Adams, Julian, Hard Edge - Sunrise Adams, Randy Spears, Heart of Darkness - Crystal Carter, Randy Spears, Heart of Darkness - Avy Scott, Steven St. Croix, Heaven - Savanna Samson, Dale DaBone, Looking In - Taylor St. Claire, Steven St. Croix, Looking In - Mercedez, Tony Tedeschi, So I Married a Porn Star - Cassidey, Dale DaBone, Sordid | - Sunrise Adams, Randy Spears, Heart of Darkness - Ava Vincent, Avy Scott, Kurt Lockwood, Compulsion - Dru Berrymore, Randy Spears, Heart of Darkness - Mercedez, Steven French, So I Married a Porn Star - Cassidey, T. J. Cummings, Sordid |
| Millor escena de sexe en parella—Vídeo | Millor escena de sexe oral—Vídeo |
| - Belladonna, Nacho Vidal, Back 2 Evil - Mercedes Ashley, Steve Holmes, Acid Dreams - Cytherea, Mark Ashley, Barely Legal 40 - Julia Ann, Eric Masterson, Beautiful - Ryan Conner, Mark Ashley, Buttman's Bend Over Babes 6 - Bella-Marie Wolf, Lexington Steele, Chasing the Big Ones 17 - Simone, Nacho Vidal, Erotica XXX 3 - Nicole Sheridan, Voodoo, Fetish: The Dream Scape - Naudia Nyce, Michael Stefano, Fresh New Faces - Natalia Wood, Manuel Ferrara, Gonzomania - Ashley Moore, Jay Ashley, Mason's Dirty Trixxx 2 - Obsession, Toni Ribas, Monique's Sexaholics - August, Mandingo, Once You Go Black... You Never Go Back! - Philly, T. T. Boy, Spanish Fly Pussy Search 9 - Sabrine Maui, Jules Jordan, Trained Teens 2 | - Nevaeh Ashton, Felicia Fox, Benjamin Brat, Jake Malone, Chris Mountain, Tony Sexton, Tyler Wood, Heavy Handfuls 3 - Belladonna, Nacho Vidal, Back 2 Evil - Trinity, Friday, Jon Dough, Blow Me Sandwich 2 - Simone, Nacho Vidal, Erotica XXX 3 - Elizabeth, Nikke, Eye Contact 22 - Sabrine Maui, Anthony Hardwood, Rick Masters, Tyler Wood, Francesca Lé’s Cum Swallowing Whores - Promise, Mark Cummings, Mr. Pete, Marty Romano, Gag Factor 10 - Lola, Marty Romano, Perfection - Aurora Snow, Pat Myne, Jay Ashley, Pop - Lezley Zen, Austin O'Riley, Brandon Iron, Brian Surewood, Throat Gaggers 3 - Wendy James, Jules Jordan, Trained Teens 3 |
| Millor escena de sexe All-Girl—Vídeo | Millor escena sexual de trio—Vídeo |
| - Jessica Darlin, Brandi Lyons, Lana Moore, Hollie Stevens, Flick Shagwell, Ashley Blue, Crystal Ray, The Violation of Jessica Darlin - AnnMarie, Red Heaven, Ramona Luv, Babes Illustrated 13 - Jewel De'Nyle, Bella-Marie Wolf, Babes in Pornland: Bubble Butt Babes - Fujiko Kano, Loni, Buffy Malibu's Nasty Girls 28 - Carmen Luvana, AnnMarie, Carmen Goes To College 2 - Gen Padova, Felix Vicious, Double Booked - Ashley Blue, Jessica Darlin, Girlvert 3 - Dee, Holly Hollywood, Mia Smiles, Ice D’Angelo, Hustlaz: Diary of a Pimp - Bridgette Kerkove, Devinn Lane, Improper Conduct - Jenna Haze, Monique Alexander, Britney Foster, Jane Millionaire - Misty Rain, Silvia Saint, Venus, Misty Rain's Worldwide Sex 9 - Jenna Jameson, Carmen Luvana, My Plaything: Jenna Jameson 2 - Loni, Kimmy Kahn, No Man's Land: Asian Edition 4 - Kylie Wilde, Holly Hollywood, Total Exposure - Aria, Shyla Stylez, When The Boyz Are Away, The Girlz Will Play 8 | - Jessica Darlin, Jules Jordan, Brian Pumper, Weapons of Ass Destruction 2 - Brooke Ballentyne, Ben English, Steve Holmes, 2 Dicks in 1 Chick 2 - Julie Night, Anna Nova, Mr. Pete, Ass Stretchers - Lucy Lee, Mark Anthony, Justin Slayer, Chasing the Big Ones 16 - Julie Night, Ashley Blue, Trent Tesoro, Girlvert 2 - Bella-Marie Wolf, Daisy, Mark Ashley, Hot Bods & Tail Pipe 26 - Alaura Eden, Rio, Steven St. Croix, International Tushy - Sativa, Olivia O'Lovely, Lexington Steele, Initiations 12 - Belladonna, Dee, Billy Glide, Latin Amore - Leila De Santos, Manuel Ferrara, Mr. Marcus, Lingerie - Fiona Cheeks, Cassie, Craig Moore, Mason's Dirty Trixxx 2 - Julie Night, Manuel Ferrara, Steve Holmes, Mason's Dirty Trixxx 2 - Belladonna, Tyce Bune, Joel Lawrence, New Wave Hookers 7 - Kara, Ben English, Steve Hooper, Sex with Young Girls - Kelli Tyler, Malaysia, T. T. Boy, The Voyeur 23 |

### Guanyadors de premis addicionals
Aquests premis es van anunciar, però no es van presentar, en dos segments pregravats només per a guanyadors durant l'esdeveniment. Es van lliurar trofeus als guanyadors fora de l'escenari:
- Millor pel·lícula All-Girl: Babes Illustrated 13
- Millor sèrie All-Girl: No Man's Land
- Millor sexual All-Girl—Pel·lícula: Dru Berrymore, Teanna Kai, Snakeskin
- Millor DVD All-Sex: Flesh Hunter 4
- Millor pel·lícula All-Sex: Hard Edge
- Millor vídeo All-Sex: Fetish: The Dream Scape
- Millor vídeo alternatiu: Interviewing Jenna
- Millor sèrie amateur: Homegrown Video
- Millor cinta amateur: NYC Underground: Manhattan Girls
- Millor escena de sexe anal—Vídeo: Gisselle, Katsumi, Michael Stefano, Multiple P.O.V.
- Millor pel·lícula de temàtica anal: Ass Worship 4
- Millor sèrie de temàtica anal: Ass Worship
- Millor direcció artística—Pel·lícula: Andrew Blake, Hard Edge
- Millor direcció artística—Vídeo: Laurent Sky, Fetish: The Dream Scape
- Millor fotografia: Andrew Blake, Hard Edge
- Millor DVD clàssic: Insatiable, i-candy Entertainment
- Millor sèrie contínua de vídeo: Girlvert
- Millor Director, no pel·lícula: Laurent Sky, Fetish: The Dream Scape
- Millor Director, estrena estrangera: Gazzman, The Scottish Loveknot
- Millors extres DVD: Space Nuts
- Millors menús DVD: Space Nuts
- Millor embalatge DVD: Rawhide
- Millor edició—Pel·lícula: Andrew Blake, Hard Edge
- Millor edició—Vídeo: Alexander Craig, Antonio Passolini New Wave Hookers 7
- Millor sèrie de temàtica ètnica: Chasin' the Big Ones
- Millor vídeo de temàtica ètnica—Asiàtic: Asia Noir 2
- Millor vídeo de temàtica ètnica—Llatí: Spanish Fly Pussy Search
- Millor estrena de fetitx de peus: Barefoot Confidential 25
- Millor estrena estrangera All-Sex: Euroglam: Nikki Blonde
- Millor sèrie estrangera All-Sex:  Euroglam
- Millor estrena estrangera: The Scottish Loveknot
- Millor sèrie gonzo: Service Animals
- Millor escena de sexe en grup—Pel·lícula: Dru Berrymore, AnneMarie, Taylor St. Claire, Savanna Samson, Dale DaBone, Mickey G., Steven St. Croix, Looking In
- Millor escena de sexe en grup—Vídeo: Ashley Long, Julie Night, Nacho Vidal, Manuel Ferrera, Back 2 Evil
- Millor producció d’alta definició: Rawhide
- Millor DVD interactiu: My Plaything: Jenna Jameson 2[5][2]
- Millor nouvingut masculí: Ben English
- Millor màrqueting de lloc web: EvilAngel.com
- Millor música: Doug Scott, Allen Rene, Opera
- Millor actuació no sexual: Allen Rene, Opera
- Millor pel·lícula de temàtica oral: Feeding Frenzy 2
- Millor sèrie de temàtica oral: Gag Factor
- Millor campanya de màrqueting global—Imatge d'empresa: Vivid Entertainment Group
- Millor campanya de màrqueting global—Projecte individual: Mary Carey Campaign, Kick Ass Pictures
- Millor estrena Pro-Am: Breakin Em In 5
- Millor sèrie Pro-Am: Breakin Em In
- Millor lloc web minorista: AdultDVDEmpire.com
- Millor guió—Pel·lícula: Axel Braun, Compulsion
- Millor guió—Vídeo: George Kaplan, Michael Raven, Beautiful
- Millor escena de sexe en una producció estrangera: Katsumi, Steve Holmes, Katsumi's Affair
- Millor escena sexual en solitari: Brooke Ballentyne, Screaming Orgasms 11
- Millor efectes especials: Dick Roundtree, Chokko Calisto, MV Effects, Space Nuts
- Millor estrena especialitat Pit Gran: Heavy Handfuls 2
- Millor estrena especialitat BD & SM: Debbie Does Fem-Dom 3
- Millor estrena especialitat—Altres gèneres: Chunky on the Fourth of July
- Millor estrena especialitat Spanking: Spanked Toilet Whores
- Millor actor secundari—Vídeo: Randy Spears, Space Nuts
- Millor actriu secundària—Vídeo: Brooke Ballentyne, Rawhide
- Millor actuació en tease: Michelle Wild, Crack Her Jack
- Millor estrena transsexual: She-Male Domination Nation
- Millor concepte de coberta de caixa VHS: Angel X, Wicked Pictures
- Millor embalatge VHS: Euroglam: Wanda Curtis, Ninn Worx/Pure Play
- Millor videografia: Nicholas Steele, Rawhide
- Millor cinta en vinyetes Mason's Dirty Trixxx 2
- Millor sèrie en vinyetes: Barely Legal
- Millor artista femenina estrangera de l’any: Mandy Bright
- Millor artista estranger de l’any: Manuel Ferrera
- Escena sexual més esdandalosa: Julie Night, Maggie Star, Mr. Pete in "Love in an Abbatoir," Perverted Stories The Movie
- Actuació transsexual de l’any: Vaniity[5][2]

### Premis AVN honoraris

#### Premi Reuben Sturman
- No es va concedir cap aquest any

#### Saló de la Fama
Membres del Saló de la Fama de l'AVN per a l'any 2004 són: Julia Ann, Brad Armstrong, Kim Christy, Don Fernando, Max Hardcore, Houston, Johnny Keyes, Jim Malibu, Rhonda Jo Petty, Alicia Rio, Misty Rain, Barry Wood

### Múltiples nominacions i premis
Les següents estrenes foren les més nominades.
| Nominacions | Pel·lícula               |
| ----------- | ------------------------ |
| 15          | Rawhide                  |
| 14          | Heart of Darkness        |
| 13          | Compulsion               |
| 13          | Space Nuts               |
| 12          | Beautiful                |
| 10          | Hard Edge                |
| 10          | Hustlaz: Diary of a Pimp |
| 10          | Looking In               |
| 10          | No Limits                |
| 9           | Acid Dreams              |
| 9           | Fetish: The Dream Scape  |
| 9           | Improper Conduct         |
| 9           | Sordid                   |

Les següents 17 estrenes van rebre múltiples premis:
| Premis | Pel·lícula               |
| ------ | ------------------------ |
| 6      | Space Nuts               |
| 5      | Heart of Darkness        |
| 5      | Rawhide                  |
| 4      | Beautiful                |
| 4      | Hard Edge                |
| 3      | Fetish: The Dream Scape  |
| 3      | Looking In               |
| 2      | Ass Worship 4            |
| 2      | Back 2 Evil              |
| 2      | Breakin Em In 5          |
| 2      | Compulsion               |
| 2      | Euroglam: Nikki Blonde   |
| 2      | Euroglam: Wanda Curtis   |
| 2      | The Fashionistas         |
| 2      | Hustlaz: Diary of a Pimp |
| 2      | Opera                    |
| 2      | The Scottish Loveknot    |

## Informació de la cerimònia
AVN va crear cinc noves categories per al programa de premis del 2004: Millor cinta amateur, Millor sèrie amateur, Millor lloc web de màrqueting - productora, Millor lloc web minorista i Millor intèrpret transexual.
Uns anys abans, AVN havia canviat les seves categories de premis a la millor cinta amateur i a la millor sèrie d'aficionats a la millor cinta Pro-Am o Amateur i la millor sèrie Pro-Am o Amateur. Les produccions d'aficionats i les produccions pro-am ara es dividiran en categories separades amb professionals rodant o actuant en les categories pro-am, però no les categories estrictament amateur. La categoria Millor lloc web de màrqueting - Companyia de producció és per a llocs web gratuïts "dedicats estrictament a la comercialització de productes per adults", i la categoria Millor lloc web minorista és per a llocs web sense pagament que venen productes per adults. La millor intèrpret transexual es va crear perquè fins ara, l'únic premi que reconeixia el gènere transexual era la millor cinta transexual, que reconeixia més els directors que els intèrprets.
A més de ser gravat per a l'emissió de març a Playboy TV, Hustler també va emetre un DVD de l'entrega dels premis.

### Representació de les pel·lícules de l'any
Hustlaz: Diary of a Pimp es va anunciar com la pel·lícula més venuda de la indústria del cinema per a adults i The Fashionistas va ser la pel·lícula més llogada de l'any anterior.

### Revisions crítiques
La revista High Society va veure l'espectacle i l'AVN Adult Entertainment Expo que l'envolta de manera favorable: "AEE, i els premis AVN que l'acompanyen, són molt divertits, però estem una mica contents que només passi un cop l'any. Que molts implants mamaris, tatuatges, pírcings i actituds semblants a les dives en un mateix edifici, alhora, són una mica massa, fins i tot per a nosaltres."